# БТР-70М (Украина)
БТР-70М — один из вариантов модернизации советского бронетранспортёра БТР-70, который был разработан Xарьковским конструкторским бюро по машиностроению им. А. А. Морозова в рамках государственного оборонного заказа для оснащения миротворческих подразделений вооружённых сил Украины.
Кроме того, БТР-70М предлагались на экспорт.

## Описание
В конце 1990-х годов министерство обороны Украины начало работы по темам ОКР «Привод-1» и «Привод-2», предусматривавшим возможность модернизации бронетранспортёров БТР-70 и БТР-60 вооружённых сил Украины путём установки одного двигателя УТД-20 (значительный запас которых имелся на базах хранения).
БТР-70М был разработан в начале 2000-х годов, в ходе государственных испытаний опытный образец БТР-70М прошёл более 20 тысяч километров по суше и более 50 часов на плаву и после их завершения 31 октября 2003 года был представлен журналистам.
Модернизация бронетранспортёра БТР-70 к типу БТР-70М состоит в замене двух карбюраторных двигателей ЗМЗ-4905 семейства ЗМЗ-53 советского производства на один многотопливный дизельный двигатель УТД-20 украинского производства (двигатель выпускался ОАО «Південдизельмаш»).
По результатам полигонных испытаний было установлено, что замена двигателей позволила уменьшить расход топлива, что на 25 % увеличило запас хода БТР-70М в сравнении с БТР-70.
В дальнейшем, ХКБМ предложило устанавливать на модернизированные БТР-70 двигатель УТД-20С1С.

## Варианты и модификации
Известны три модификации бронетранспортера, отличающиеся вооружением:
- БТР-70М - стандартный вариант, в качестве вооружения сохранены 14,5-мм пулемёт КПВТ и 7,62-мм пулемёт ПКТ. Боковые люки - по типу БТР-80.[1].
- БТР-70-КБА-2 - башня БТР-70 демонтирована, вместо неё установлен боевой модуль с 30-мм автоматической пушкой КБА-2 и устройством для отстрела дымовых гранат (в результате, высота машины увеличилась до 2765 мм). Боковые люки - по типу БТР-80. Работы по модернизации проведены в ХКБМ. Серийно не строился.[1]
- БТР-70 «Гром» - вместо штатной башни установлен боевой модуль «Гром» (30-мм автоматическая пушка, 7,62-мм пулемёт, 30-мм автоматический гранатомёт АГ-17 и ПТРК «Барьер» с боезапасом в 4 ПТУР). Боковые люки - по типу БТР-80. Машина выпущена в одном экземпляре. Работы по модернизации проведены в ХКБМ.

## Страны-эксплуатанты
- Украина — около 20 модернизированных бронетранспортёров были поставлены в 25-ю отдельную воздушно-десантную бригаду, однако по результатам эксплуатации эксперимент был признан неуспешным и дальнейшее производство БТР-70М было прекращено[2]. 11 октября 2014 года один из модернизированных БТР-70М, предназначенный для пограничной службы Украины, передали на Киевский бронетанковый завод[9];
- Северная Македония — поставлена партия машин[10].